# Салвий Трифон
Вижте пояснителната страница за други личности с името Салвий.
Салвий Трифон (на латински: Salvius Tryphon; † 100 пр.н.е.) e роб, вожд на второто робско въстание в края на 2 век пр.н.е.

## Биография
Салвий е роб от Сицилия. През 101 пр.н.е. той започва въстание на остров Сицилия против римляните и се обявява за цар. Взема името Трифон, както царя на елинистичното Селевкидско царство Диодот Трифон.
По-късно наподобява повече римляните. Носи пупрурна тога, в охраната му има ликтори, които носят фасции.
След неговата смърт стратегът му Атенион (Athenion) е избран за нов цар.